# Сан Лион (Тексас)
Сан Лион (енгл. San Leon) насељено је место без административног статуса у америчкој савезној држави Тексас.

## Демографија
По попису из 2010. године број становника је 4.970, што је 605 (13,9%) становника више него 2000. године.
| Група             | 2000.         | 2010.         |
| Белци             | 3.270 (74,9%) | 3.408 (68,6%) |
| Афроамериканци    | 35 (0,8%)     | 39 (0,8%)     |
| Азијати           | 332 (7,6%)    | 282 (5,7%)    |
| Хиспаноамериканци | 627 (14,4%)   | 1.156 (23,3%) |
| Укупно            | 4.365         | 4.970         |